# In Love with Love
In Love with Love er en amerikansk stumfilm fra 1924 af Rowland V. Lee.

## Medvirkende
- Marguerite De La Motte som Ann Jordan
- Allan Forrest som Jack Gardner
- Harold Goodwin som Robert Metcalff
- William Austin som George Sears
- Mary Warren som Julia
- Will Walling som Mr. Jordan
- Allan Sears som Frank Oaks
- Mabel Forrest som Marion Sears
- Sayre Dearing